# Csilla Földi
Csilla Földi (Tata, 25 agosto 1968) è un'ex sollevatrice ungherese pluricampionessa europea che ha gareggiato in varie categorie dei pesi mosca.
È la figlia del fuoriclasse Imre Földi, campione olimpico e più volte campione mondiale ed europeo.

## Carriera
Allenata da suo padre Imre, Csilla Földi durante la sua carriera ha collezionato numerosi podi europei, senza però mai riuscire a vincere una medaglia mondiale.
In particolare ha vinto cinque medaglie d'oro consecutive ai Campionati europei di Manchester 1989, di Santa Cruz de Tenerife 1990, di Varna 1991, di Loures 1992 nella categoria fino a 44 kg. e ai Campionati europei di Valencia 1993 nella categoria fino a 46 kg.
Ha inoltre vinto una medaglia d'argento e due medaglie di bronzo ai Campionati europei del 1994, 1995 e 1996.
In totale, Csilla Földi è andata sul podio dei Campionati europei per otto edizioni consecutive. Ha partecipato anche alla prima edizione dei campionati femminili a San Marino nel 1988.
Ai Campionati mondiali di sollevamento pesi ha raccolto tre quinti posti nelle edizioni del 1989, 1990 e 1992.
Si è ritirata nel 2000 dopo i Campionati europei di Sofia, senza partecipare all'esordio olimpico del sollevamento pesi femminile alle Olimpiadi di Sydney 2000.